# Kontich
Kontich (nederländskt uttal: [ˈkɔntɪx]) är en kommun i provinsen Antwerpen i regionen Flandern i Belgien. Kommunen har cirka 21 203 invånare (2020).